# 2.43: Seiin Kōkō Danshi Volley-bu
2.43: Seiin Kōkō Danshi Volley-bu (jap. 2.43 清陰高校男子バレー部) ist eine japanische Light-Novel-Reihe von Yukako Kabei mit Illustrationen von Aiji Yamakawa. Das Sport-Drama erscheint seit 2013 und wurde als Manga und Anime adaptiert, letzterer wurde international als 2.43: Seiin High School Boys Volleyball Team veröffentlicht.

## Handlung
Zur Überraschung von Yuni Kuroba (黒羽祐仁) kehrt im letzten Jahr der Mittelschule sein Freund Kimichika Haijima (灰島公誓) aus Tokio zurück. Seit der Grundschule haben sie sich nicht mehr gesehen. Der von Yuni noch immer „Chika“ genannte Haijima will sogleich den Volleyball-Klub der Schule, in dem auch Kuroba ist, auf Vordermann bringen und für Wettkämpfe fit machen. Bisher war dieser eher ein Alibi für seine Mitglieder, doch von Haijima und dem über die Rückkehr seines früher sehr engen Freundes begeisterten Kuroba lassen sich auch die anderen anstecken und beginnen, wieder zu trainieren. Haijima aber ist deutlich distanzierter und schließlich wird Kuroba gewarnt, sich zu viel mit ihm abzugeben: Aus Tokio verbreitet sich das Gerücht, Haijima habe mit seinem groben, allein auf Sieg ausgerichteten Umgang mit seinen Mitspielern ein anderes Klubmitglied in einen Suizidversuch getrieben. Kuroba will seinen Freund trotzdem nicht aufgeben, der sich im Umgang mit anderen jedoch immer wieder unsicher zeigt, solange er nicht auf dem Spielfeld ist. Als sich aber bei ihrem ersten gemeinsamen Turnier, dem letzten auf der Mittelschule, Haijima wieder streng und abweisend zeigt, schreckt auch Kuroba zurück und bleibt dem zweiten Spiel fern. Schließlich verlieren sie.
Auf der Seiin-Oberschule tritt Kuroba erneut dem Volleyball-Klub bei, Haijima bleibt wegen Kuroba lieber fern. Doch der Mannschaftskapitän Shinichirō Oda will Haijima unbedingt in den Klub holen und kann ihn schließlich überzeugen. Auch Kuroba will endlich wieder mit einem Freund zusammen spielen. Doch der lässt ihn für das Training zunächst links liegen und verärgert damit seinen Freund. Schließlich erklärt Haijima, dass Kuroba nur bereits sehr gut ist und er das Zusammenspiel mit den anderen üben muss. Im ersten Spiel gegen eine andere Schule ist dann nicht nur Haijima, sondern vor allem Kuroba das Ass der Mannschaft. Um ihm über seine Vergangenheit hinweg zu helfen, reist Kuroba mit Haijima nach Tokio. Dort treffen sie auf seine früheren Mitschüler und schließlich den Schüler, der den Suizidversuch beging. Sie erfahren, dass es ihm wieder gut geht und er vor allem dem Druck seiner Eltern und der anderen, die Haijimas Perfektionismus satt hatten, wegen gehandelt hat, nicht wegen Haijima, dem er nicht böse ist. Danach besuchen sie mit Haijimas früherer Trainerin die Tōkyō Taiikukan, wo die Volleyball-Meisterschaften der Oberschulen stattfinden. Mit ruhigerem Gewissen und neuer Motivation kehren beide zurück.
Nun arbeitet der Klub auf sein nächstes Ziel hin: Die Präfektursmeisterschaft und die danach folgende Landesmeisterschaft der Oberschulen. Sie wollen es schaffen, im Finale der Landesmeisterschaften in Tōkyō Taiikukan zu spielen. Auch die älteren Mitschüler lassen sich anstecken und der oberste Jahrgang ist motiviert, vor seinem Abgang noch einmal das Beste zu geben. Kapitän Oda erklärt sich sogar bereit, nicht immer auf dem Feld zu stehen, um eine optimale Spielerzusammensetzung zu erlauben. Ihr größter Konkurrent ist die Fukoho-Oberschule, die mit Subaru Mimiura die letzten Jahre immer gewonnen hat, unterstützt von Manager Mitsuomi Ochi. Der wollte eigentlich selbst spielen, musste wegen einer Verletzung aber Manager werden. Nun will Subaru ihm seinen Traum, in Tokio im Stadion zu stehen, als Manager erfüllen. Ihre Mannschaft gilt auch in diesem Jahr als gesetzt, doch in einem Trainingsspiel zeigt sich die Mannschaft der Seiin als erstaunlich stark. Schließlich muss sich Subaru mit seiner auf ihn zugeschnittenen Mannschaft im Finale viel mehr als erwartet anstrengen. Auf beiden Seiten kommt es zu Verletzungen, bis schließlich wider Erwarten tatsächlich die Seiin-Oberschule gewinnt und zu den Landesmeisterschaften geht.

## Buch-Veröffentlichungen
Die Light Novel erscheint seit Juli 2013 bei Shūeisha. Bisher erschienen fünf Bände.
Seit Juli 2018 erscheint im Magazin Cocohana beim gleichen Verlag eine Adaption der Geschichte als Manga, umgesetzt von Aiji Yamakawa.

## Anime-Adaption
Bei Studio David Production entstand unter der Regie von Yasuhiro Kimura eine Adaption als Anime nach einem Konzept von Yōsuke Kuroda, der auch die Drehbücher schrieb. Das Charakterdesign entwarf Yūichi Takahashi und die künstlerische Leitung lag bei Kentaro Akiyama und Ryōki Matsumura. Für den Ton war Masanori Tsuchiya verantwortlich, für die Kameraführung Ryō Kujirai.
Die 12 Folgen wurden vom 7. Januar bis 26. März 2021 von Fuji TV im Programmblock NoitaminA gezeigt. Parallel wurde der Anime international von Streaming-Plattformen veröffentlicht, insbesondere bei Wakanim mit deutschen, französischen, russischen und englischen Untertiteln. Auch AnimeLab und Funimation Entertainment bringen die Folgen mit englischen Untertiteln heraus.

### Synchronisation
| Rolle             | japanische Sprecher (Seiyū) |
| ----------------- | --------------------------- |
| Yuni Kuroba       | Junya Enoki                 |
| Kimichika Haijima | Kensho Ono                  |
| Yusuke Onuma      | Subaru Kimura               |
| Shinichiro Oda    | Kent Itō                    |

### Musik
Komponist der Filmmusik war Yūgo Kanno. Das Opening wurde unterlegt mit dem Lied Mahi (麻痺) von Yama und für den Abspann verwendete man das Lied Undulation von Sōshi Sakiyama.